# Евсеев, Михаил Карпович
Михаил Карпович Евсеев (1907—1976, город Харьков Харьковской области) — украинский советский деятель, секретарь Харьковского обкома КПУ, ректор Харьковского института механизации и электрификации сельского хозяйства. Кандидат технических наук. Депутат Совета Союза Верховного Совета СССР 4-го созыва.

## Биография
Воспитывался в детском доме. Трудовую деятельность начал трактористом.
Член ВКП(б) с 1928 года.
С 1931 по 1937 год — студент Харьковского института механизации и электрификации сельского хозяйства.
После окончания института работал директором Волчанского сельскохозяйственного техникума Харьковской области.
На 1949 год — 1-й секретарь Липецкого районного комитета КП(б)У Харьковской области. До 1955 года — 1-й секретарь Лозовского районного комитета КПУ Харьковской области. В 1955 — 8 января 1963 года — секретарь Харьковского областного комитета КПУ по вопросам сельского хозяйства.
8 января 1963 — 14 декабря 1964 года — секретарь Харьковского сельского областного комитета КПУ — председатель сельского областного комитета партийно-государственного контроля. Одновременно, в январе 1963 — декабре 1964 года — заместитель председателя исполнительного комитета Харьковского сельского областного Совета депутатов трудящихся.
В 1965—1974 годах — ректор Харьковского института механизации и электрификации сельского хозяйства. В 2012 году в его честь на фасаде здания института была открыта мемориальная доска.

Потом — на пенсии в городе Харькове.

## Награды
- орден Ленина[1] (26.02.1958)
- орден Трудового Красного Знамени[1] (23.01.1948)
- медали[какие?]